# لو كان بيننا
برنامج لو كان بيننا لأحمد الشقيري فكرته استحضار النبي محمد في الزمن المعاصر - الحالي - وهل سيقوم المسلمين بتصرفاتهم الحالية أم لا. فهو يهدف إلى تحقيق السنة النبوية في الأعمال اليومية في القرن 21. يطرح برنامج لو كان بيننا تساؤلاً هو كيف كان رسول الله يتصرف أو سيحكم على مواقف معينة في هذا الزمن كما لو كان بيننا ولهذا ينزل الشقيري إلى الشارع ويلتقى بالناس مسلطًا الضوء على كثير من ممارساتهم اليومية ويقارنها بممارسات الرسول، كما جاءت في السيرة النبوية، محاولاً استقراء الإجابات والعِبر بهدف تجسيدها في ممارسات تطبيقية نقوم بها في حياتنا. ويناقش البرنامج - في حلقاته - موضوعات كثيرة تمس حياتنا الواقعية، مثل كيفية التعامل مع صنبور الماء، وأهمية إماطة الأذى عن الطريق، وضرورة شكر الله على نعمه حتى يبارك فيها.
البرنامج مكون من جزئين كل جزء 15 حلقة

## فكرة البرنامج
لو كان بيننا برنامج شبابي يتحدث عن الرسول عليه الصلاة والسلام المبدأ الأساسي إننا لا نريد أن نعود إلى الوراء 1400 سنة لكي نعيش أيام الرسول نحن نريده أن يأتي بيننا اليوم ليعلمنا كيف نعيش في القرن ال21 والبرنامج فيه عدة مقاطع مشاهد من مقدمة البرنامج : افشوا السلام بينكم - من كان له صبياً فليتصابى - في كل كبد رطب اجر - لا تشق على خادمك - خيركم خيركم لأهله.

## محتوى البرنامج
المواقف عبارة عن كاميرا مخفية ثم نرى ماذا سيفعل الناس في الشارع ثم نتخيل الرسول لو وضع في هذا الموقف وهو بيكون عادة وضع في موقف شبيه أيام المدينة نرى كيف يتصرف وكيف كان سيتصرف. مشهد الأمانة المشهد سيقوم فريق الإعداد برمي محفظة نقود وسينتظروا ردة فعل الشارع يا ترى هل سيعطيها لمن سقطت منها أم ؟ تأخذها ؟ فقد جاء أعرابي يوماً إلى الرسول فسأله يا رسول الله متى الساعة فقال إذا ضيعت الأمانة فانتظر الساعة.
ويتحدث البرنامج - في إحدى حلقاته - عن طرق تعامل الرسول- مع زوجاته واحترامه إياهن واحترامه الطفل الصغير ويتطرق البرنامج إلى بعض المواقف التي مر بها الرسول في حياته، كما يقوم بزيارة الأماكن التي أمضى فيها الرسول بعض الوقت، مثل غار حراء. ويتحدث الشقيري عن الأمانة وأهميتها في حياة المسلمين، وأهمية إفشاء السلام وتأثيره في بناء العلاقات بين المسلمين، كما ينتقل إلى نقطة مهمة وهي أهمية تجديد المساجد والاهتمام بها.

## اقرأ أيضا
- الباقيات الصالحات (برنامج تلفزيوني)